# Maria Monti
Pour les articles homonymes, voir Monti.
Maria Monti, née le 26 juin 1935 à Milan est une actrice et chanteuse italienne. Après ses débuts en 1962 dans le film Canzoni un tempo di twist, elle a joué dans plus de 30 films entre 1962 et 2002.

## Biographie
Maria Monti vient d'une famille aisée du côté de sa mère. Grâce à ses parents (son père avait des talents de pianiste), Maria Monti développe sa passion pour la musique. Dans une interview, Maria Monti dit : « Heureusement à la télévision, dans les émissions du samedi soir on me faisait chanter. Une chanson et c'est tout, mais c'était quand même quelque chose. »
En 1971, elle est apparue dans Il était une fois la révolution de Sergio Leone puis avec un rôle de chanteuse dans un film intitulé « Imputazione di omicidio per uno studente » de Mauro Bolognini (1972).
Elle commence une carrière musicale en 1955 et sort un premier album en 1960, Le canzoni del no, un album à caractère politique et féministe. Le disque est censuré car la chanson « La marcia della pace », en tant qu’invitation à l’objection de conscience, est jugée subversive.
En 1961, elle participe au Festival de Sanremo avec la chanson « Benzina e cerini » interprétée par Giorgio Gaber. Grâce à cette musique ils reçoivent un disque d'or en 1964. Maria Monti a interprété des chansons folk et des chansons satiriques. Elle sort un disque live à Bologne en 1975, Bologna 2 settembre.
Maria Monti arrête toute activité médiatique en 2002.

## Filmographie partielle

### Cinéma
- 1962 : Canzoni un tempo di twist de Stefano Canzio
- 1963 : La bella di Lodi de Mario Missiroli
- 1964 : I grandi camaleonti  d'Edmo Fenoglio
- 1964 : L'uomo che bruciò il suo cadavere de Gianni Vernuccio
- 1968 : La prova generale
- 1971 : Il était une fois la révolution
- 1972 : Mais... qu'avez vous fait à Solange ? (Cosa avete fatto a Solange ?) de Massimo Dallamano
- 1972 : La Nuit des diables (La notte dei diavoli) de Giorgio Ferroni
- 1976 : 1900 de Bernardo Bertolucci
- 1976 : Al piacere di rivederla
- 1976 : Garofano rosso
- 1977 : Black Journal  (Gran bollito) de Mauro Bolognini
- 1978 : Mœurs cachées de la bourgeoisie (Ritratto di borghesia in nero) de Tonino Cervi
- 1978 :  Piccole labbra
- 1980 : La ragazza di via Millelire
- 1985 : Mary Ward (de)
- 1987 : Strana la vita
- 1988 : Milan noir de Ronald Chammah
- 1992 : Gangsters de Massimo Guglielmi
- 1997 : La medaglia
- 1998 : L'ultimo capodanno de Marco Risi
- 2000 : Controvento de Peter Del Monte

### Télévision
- 1964 : Gli eroi di ieri, oggi, domani d'Enzo Dell'Aquila et Fernando Di Leo
- 1975 : Le avventure di Calandrino e Buffalmacco - série télé
- 2002 : Vento di ponente - série télé

## Discographie

### 33 tours
- 1960 : Recital (RCA Italiana PML 74)
- 1965 : Canzoni popolari italiane (Dischi Ricordi)
- 1965 : Le canzoni del diavolo (CGD, FG 5021 ; con Paolo Poli)
- 1971 : Memoria di Milano (Fonit Cetra, LPP 185 e 186 ; doppio album)
- 1973 : Maria Monti e i contrautori (Ri-Fi rdz st 14222)
- 1974 : Il bestiario (Ri-Fi)
- 1975 : Bologna 2 settembre 1974 (dal vivo), (RCA International, TCL 2-1110), con Francesco De Gregori, Lucio Dalla et Antonello Venditti.
- 1977 : Muraglie, (It)
- 1979 : Una donna nella società (Ri-Fi série penny REL-ST 19405)

### CD
- 1993 : Oltre...oltre...
- 2002 : Le canzoni di Maria Monti (BMG - antologia serie Flashback)
- 2006 : Le più belle canzoni di Maria Monti (Warner Strategic Marketing)
- 2012 : Il bestiario (ripresentato da Unseen Worlds Records)

### 45 tours
- 1959 : Finisce sempre così/Se tu mi lascerai (Carish VCA 26089)
- 1960 : Zitella cha cha cha/Si dice (RCA Camden CP 100)
- 1960 : Impariamo il madison/L'ho imparato (RCA Camden CP 105)
- 1960 : Un delitto perfetto d'amor / La nebbia (RCA Camden CP 110)
- 1960 : La mosca / Sono innamorata (RCA Camden CP 111)
- 1961 : Benzina e cerini/Vetrine (RCA Camden CP 127)
- 1961 : I tuoi occhi / Rompitutto (RCA Italiana PM 0128)
- 1961 : Nina e l'aspirapolvere/Non arrossire (RCA Italiana PM 0132)
- 1961 : Non sono bella/Io da una parte, tu dall'altra (RCA Italiana PM 3024)
- 1962 : Piazza Missori/Al Sant'Ambroeus (Dischi Ricordi SRL 10.244)
- 1962 : Formica e teak/Me disen madison (Dischi Ricordi SRL 10.297)
- 1964 : La balilla (con Giorgio Gaber)/Un bicchiere di dalmato (Dischi Ricordi, SRL 10.363)
- 1965 : Com'è bello lu prim'ammore/Sant'Antonio allu desertu (Dischi Ricordi, SRP 200-040)
- 1965 : Ciuri, ciuri/'O Ciucciu (Dischi Ricordi, SRP 200-041)
- 1973 : Il pavone/L'armatura (Ri-Fi RFN 16518)
- 1977 : Dulcinea/La mazurchica (It, ZBT 7071)

### EP
- 1963 : 4 canzoni della resistenza spagnola (Dischi Ricordi, ERL 196)
- 1963 : La Balilla e tre canzoni popolari italiane (Dischi Ricordi, ERL 198)
- 1964 : Le canzoni del no (I dischi del sole, DS 24)
- 1965 : Canti Comunisti Italiani 2 (I dischi del sole, DS 12)
- 1965 : Can can degli italiani (I dischi del sole, DS 26), avec Giancarlo Cobelli

## Paroles de chansons
- Zitella Cha Cha Cha, 2017 : "Ma faceva il becchino, coi morti tutto il dì Olè! Olè! Olè! Zitella cha-cha-cha!"[7]
- Il pavone, 1974 : "C'è una luce in lui che brilla Brilla come il solleone c'è una voce, c'è un sussulto c'è una storia nello specchio la canzone dice che c'è una schiava"[8].

- L'Uomo, 1974 : "Leggeva nelle venature in testa ai funghi ogni evento del futuro e poi si regolava intuiva in cielo il mistero delle stelle forme pietrificate di epoche lontane"[9].